# La Cité invisible
La Cité invisible (Cidade Invisível) est une série télévisée fantastique brésilienne créée par Carlos Saldanha et diffusée entre le 5 février 2021 et 22 mars 2023 le sur Netflix.

## Synopsis
Après avoir trouvé un dauphin rose échoué sur une plage de Rio de Janeiro, le détective Eric (Marco Pigossi) de la police mène l'enquête et découvre un monde habité par des entités mythologiques vivant parmi les humains.

## Distribution

### Acteurs principaux
- Marco Pigossi (pt) (VF : Julien Allouf) : Eric
- Alessandra Negrini (VF : Olivia Nicosia) : Inês
- Manu Dieguez (VF : Charlotte Hervieux) : Luna
- Julia Konrad (pt) (VF : Pamela Ravassard) : Gabriela

Anciens acteurs principaux
- Fábio Lago (pt) (VF : Christophe Seugnet) : Iberê (saison 1)
- Jessica Córes (pt) (VF : Déborah Claude) : Camila (saison 1)
- Jimmy London (pt) : Tutu (saison 1)
- Wesley Guimarães (pt) (VF : Geoffrey Loval) : Isac (saison 1)
- Áurea Maranhão (VF : Léovanie Raud) : Márcia (saison 1)
- Thaia Perez (pt) (VF : Anne Plumet) : Januária (saison 1)
- José Dumont (pt) (VF : Paul Borne) : Ciço (saison 1)

### Acteurs récurrents

#### Saison 1
- Victor Sparapane (pt) : Manaus / Pink Dolphin
- Tainá Medina (VF : Alice Taurand) : Fabiana
- Samuel de Assis (VF : Benjamin Gasquet) : João, l'ex-fiancé de Fabiana
- Rafael Sieg (VF : Pierre Tessier) : Ivo, le chef de la police
- Rubens Caribé (pt) (VF : Olivier Chauvel) : Afonso
- Eduardo Chagas : Antunes
- Kauã Rodriguez : Baqueta

#### Saison 2
- Rodrigo dos Santos (VF : Philippe Bozo) : le Père Venâncio
- Tomás de França (VF : Kaycie Chase) : Bento
- Letícia Spiller : Teresa
- Tatsu Carvalho (VF : Sylvain Agaësse) : Castro
- Marcos de Andrade (VF : Valentin Merlet) : Danilo
- Zahy Guajajara (VF : Laëtitia Lefebvre) : Débora
- Simone Spoladore (VF : Noémie Orphelin) : Clarice
- Kay Sara (VF : Julie Dumas) : Telma
- Ermelinda Yapario : Pajé Jaciara
- Mestre Sebá : Lazo
- Adanilo Reis : Daniel

 Source et légende : version française (VF) sur RS Doublage

## Épisodes

### Première saison (2021)
1. J'aurais aimé que tu sois là (Queria muito que você estivesse aqui)
2. Un choix irréversible (É um caminho sem volta)
3. Ils vivent parmi nous (Eles estão entre nós)
4. La cuca va s'occuper de toi (A Cuca vai pegar)
5. Tu ne me croirais pas (Você não vai acreditar em mim)
6. Un truc de gosses (Coisa de criança)
7. Cette histoire nous dépasse (É muito maior do que a gente)

### Deuxième saison (2023)
1. Ce que je désire plus que tout (É tudo o que eu mais desejo)
2. Je ne te veux aucun mal (Não vou te fazer mal)
3. La vie qu'on a toujours voulue (A vida que a gente sempre quis)
4. C'est ta peur qui t'empoisonne (O teu medo é o teu veneno)
5. Le Marangatu, un lieu sacré (Marangatu, a morada do sagrado)

## Production
Le 13 décembre 2023, l'acteur Marco Pigossi annonce sur son compte Instagram que la série n'aura pas de troisième saison,.

## Réception
La Cité invisible a reçu des critiques mitigées. Au 14 février 2021, la série était notée 7,3 sur IMDb par plus de 1300 critiques. Netflix ne publie pas l'audience et ne révèle pas les chiffres. Néanmoins, selon What's on Netflix, La Cité invisible était la série télévisée la plus populaire sur Netflix au Brésil et se classait dans le top 10 en France, en Nouvelle-Zélande et en Espagne le 13 février 2021. Comme indiqué par FlixPatrol, la série était classée parmi les dix séries les plus populaires dans douze pays le même jour.